# Fabian von Schlabrendorff
Fabian von Schlabrendorff, född 1 juli 1907 i Halle an der Saale, provinsen Sachsen, Tyskland, död 3 september 1980 i Wiesbaden, Hessen, Västtyskland, var en tysk jurist och officer. Han tillhörde motståndsrörelsen mot Adolf Hitler och var involverad i attentatet den 20 juli 1944.
Från 1967 till 1975 tjänstgjorde han som domare vid Bundesverfassungsgericht, Tysklands författningsdomstol.

## Biografi
Fabian von Schlabrendorff var son till officeren Carl Ludwig Ewald von Schlabrendorff (1854–1923) och friherrinnan Ida von Stockmar (1874–1944).
Fabian von Schlabrendorff utbildade sig till jurist och tog senare värvning i Wehrmacht. von Schlabrendorff var löjtnant i reservarmén, när han 1942 utsågs till adjutant åt överste Henning von Tresckow, en av de ledande gestalterna i motståndet mot Hitler. von Schlabrendorff anslöt sig till motståndskretsen och tjänade som ordonnansofficer mellan von Tresckow, som då var generalstabsofficer vid Armégrupp Mitte i Ryssland, och Ludwig Beck, Carl Goerdeler, Hans Oster och Friedrich Olbricht i Berlin. von Schlabrendorff deltog i flera planer som syftade till att störta Hitler och den nazistiska regeringen.

### Attentat mot Hitler
Den 13 mars 1943 besökte Hitler högkvarteret för Armégrupp Mitte, kallat Bärenhöhle, i Smolensk. Von Tresckow hade med assistans av von Schlabrendorff fört ombord två tidsinställda bomber på det flygplan, en Focke-Wulf Condor, som skulle föra Hitler till högkvarteret Wolfsschanze i Rastenburg. Bomberna, som var kamouflerade att likna konjaksflaskor, detonerade dock inte. När von Tresckow fick kännedom om detta, gav han genast von Schlabrendorff i order att fara till Wolfsschanze för att omhänderta flaskorna. von Schlabrendorff lyckades få tag i flaskorna, innan någon fattade misstankar.
Det allvarligaste attentatet mot Hitler förövades den 20 juli 1944 i Wolfsschanze. Överste Claus Schenk von Stauffenberg placerade en tidsinställd bomb i ett konferensrum, där Hitler höll en militär överläggning. Detonationen blev våldsam, men Hitler överlevde. Efter den misslyckade kuppen arresterades von Schlabrendorff och fördes till ett av Gestapos fängelser, där han, trots tortyr, vägrade att röja sina medsammansvurna och information om kupplanerna.
I början av februari 1945 ställdes von Schlabrendorff inför Volksgerichtshof med Roland Freisler som domare. Den 3 februari träffades domstolsbyggnaden av bomber vid ett allierat flygangrepp och Freisler omkom. Processen mot von Schlabrendorff fick då skjutas upp och återupptogs i mars med Freislers efterträdare Wilhelm Crohne i domarsätet. Denna gång tilläts von Schlabrendorff tala i eget försvar och hävdade att den tortyr han utsatts för var olaglig. Crohne valde att frikänna von Schlabrendorff.
Gestapo släppte dock inte von Schlabrendorff, utan förde honom till koncentrationslägret Sachsenhausen där han internerades. Senare förflyttades han till Flossenbürg och slutligen till Dachau. Den 24 april 1945 fördes von Schlabrendorff till Niederdorf i Sydtyrolen. Han befriades kort därefter, den 4 maj, av amerikanska trupper.

### Efter andra världskriget
Efter andra världskriget återupptog von Schlabrendorff sitt yrke som jurist. Han publicerade 1946 boken Offiziere gegen Hitler, en skildring av motståndet mot Adolf Hitler. Från juli 1967 till november 1975 var von Schlabrendorff domare vid Tysklands författningsdomstol, Bundesverfassungsgericht.
Fabian von Schlabrendorff avled i Wiesbaden 1980.